# Union sportive de Vandœuvre Football
Ne doit pas être confondu avec Vandœuvres.
 (décembre 2023).
Si vous disposez d'ouvrages ou d'articles de référence ou si vous connaissez des sites web de qualité traitant du thème abordé ici, merci de compléter l'article en donnant les références utiles à sa vérifiabilité et en les liant à la section « Notes et références ».
Maillots
L'US Vandœuvre est un club de football français situé à Vandœuvre-lès-Nancy.
Le club évolue depuis 2018 en Division d'Honneur (DH) appelée Régional 1 dorénavant.

## Historique
Le club passe 3 saisons en Division 4 et 2 saisons en Nationale 3 au cours des années 1990.

## Logos

Ancien logo.
Logo depuis 2016.

## Palmarès
CHAMPIONNAT
- Champion de Division d'Honneur Lorraine : 1990

COUPE DE FRANCE
- Saison 2000-2001
  - 32e de finale contre le Levallois SC (CFA), Défaite 1-2[2]